# Elle et lui (film, 1988)
Pour les articles homonymes, voir Elle et lui.
Pour plus de détails, voir Fiche technique et Distribution.
Elle et lui est un court métrage français réalisé par François Margolin, sorti en 1988.

## Fiche technique
- Titre : Elle et lui
- Réalisation : François Margolin
- Scénario : François Margolin
- Photographie : Caroline Champetier
- Son : Jean-Jacques Ferran
- Montage : Martine Giordano
- Durée : 22 minutes
- Date de sortie : 4 octobre 1988

## Distribution
- Hélène Lapiower
- Pascal Nzonzi

## Distinctions
- 1988 : Prix Jean-Vigo du court métrage[1]